# William L. Marcy
(William L. Marcy)
William Learned Marcy (Southbridge, 12 dicembre 1786 – Ballston Spa, 4 luglio 1857) è stato un politico statunitense.

## Biografia
Figlio di un agricoltore studiò alla Leicester Acadamey, successivamente si laureò in Legge alla Brown University nel 1808, Partecipò alla guerra americano-britannica del 1812 come tenente.
Si sposò una prima volta nel settembre 1812, con Dolly Newell; la Newell morì il 6 marzo 1821, lasciando due figli: William G. e Samuel. Il 28 aprile 1824 sposò Cornelia Knower (1801-1889) figlia del banchiere e politico Benjamin Knower. La coppia ebbe due figli: Edmund e Cornelia.
Nel 1831 fu eletto senatore per lo stato di New York e restò in carica fino al 1º gennaio 1833. Dieci giorni dopo divenne l'undicesimo Governatore dello stato di New York, rimanendo in carica fino al 31 dicembre 1838, ricandidatosi per un altro mandato non venne rieletto in quanto sconfitto dallo sfidante William H. Seward, rappresentante del Partito Whig.
Dal 6 marzo 1845 al 4 marzo 1849 ricoprì l'incarico di segretario alla Guerra degli Stati Uniti d'America durante la presidenza di James Knox Polk e successivamente quello di Segretario di Stato nel corso della presidenza di Franklin Pierce. Marcy è arrivato alla carica di Segretario di Stato con poca esperienza di politica estera. Non aveva mai viaggiato fuori dagli Stati Uniti, ma era apprezzato per il suo pragmatismo e giudizio.
Durante il suo mandato di quattro anni, ha negoziato molti trattati tra cui l'importante Trattato di Gadsden del 1853 , che ha aggiunto quasi 30.000 miglia quadrate agli Stati Uniti e ha reso possibile una ferrovia transcontinentale.
L'interesse per l'espansione territoriale si è spostato dal sud-ovest americano ai Caraibi man mano che gli Stati Uniti sono stati sempre più coinvolti nella questione della sovranità di Cuba. Marcy ha supervisionato la stesura del Manifesto di Ostenda, un documento che dettagliava le ragioni di una proposta di acquisizione di Cuba da parte degli Stati Uniti. Il manifesto è stato rilasciato al pubblico ma è stato successivamente revocato dopo che la sua emissione ha messo in imbarazzo l'amministrazione Pierce e ha incontrato critiche internazionali sull'espansione della schiavitù negli Stati Uniti. L'anno successivo ha negoziato un trattato con la Gran Bretagna sui reciproci diritti di pesca in Canada, ha chiesto l'annessione delle isole hawaiane, ha promosso l'abolizione delle quote "Danish Sound".
Morì il 4 luglio 1857 a Ballston Spa, una cittadina della Contea di Saratoga nello stato di New York. Venne sepolto nel cimitero della città di Albany (New York).
Il Monte Marcy (cima più elevata dei Monti Adirondack) e la città di Marcy (nella Contea di Oneida) devono entrambi il nome a lui.

## Spoil system
Al senatore William L. Marcy si deve l'espressione che ha dato il nome al cosiddetto spoil system: «To the victors belong the spoils» (tradotto in italiano: «Ai vincitori appartiene il bottino»). La frase è stata erroneamente attribuita più volte al Presidente degli Stati Uniti d'America Andrew Jackson, ma fu effettivamente coniata nel 1832 da Marcy.
Nel gennaio 1832, dopo la nomina di Martin Van Buren come ambasciatore a Londra, effettuata direttamente dal presidente Jackson, Henry Clay aveva denunciato la pratica con cui le forze politiche al governo distribuissero ai propri affiliati e simpatizzanti cariche istituzionali, titolarità di uffici pubblici e posizioni di potere (l'attuale spoil system).
La risposta di Marcy, in difesa dell'amico Van Buren, fu appunto:
(William L. Marcy)